# Raiffeisenbank Beilngries
Die Raiffeisenbank Beilngries eG war eine Genossenschaftsbank in Bayern. Ihr Geschäftsgebiet lag im nördlichen Teil des Landkreises Eichstätt. Sie war im Genossenschaftsregister Ingolstadt mit der Nummer 16 eingetragen.

## Geschichte
Die Geschichte der Raiffeisenbank Beilngries eG reichte bis ins Jahr 1897 zurück. Im Jahr 2022 wurde die Bank auf die Raiffeisenbank Greding-Thalmässing eG zur Raiffeisenbank Altmühl-Jura eG verschmolzen.

## Unternehmensstruktur
Die Raiffeisenbank Beilngries betrieb als Bank das Universalbankgeschäft. In der BVR-Liste aller Genossenschaftsbanken per 31. Dezember 2021 nahm die Bank Platz 582 von insgesamt 770 Genossenschaftsbanken ein. Die Bank hatte zwei Geschäftsstellen in Beilngries und Kinding.